# Nguyễn Hữu Đức (Đồng Tháp)
Nguyễn Hữu Đức (sinh ngày 20 tháng 2 năm 1966) là một chính trị gia người Việt Nam. Ông từng là đại biểu Quốc hội Việt Nam khóa 13 nhiệm kì 2011-2016, thuộc đoàn đại biểu Quốc hội tỉnh Đồng Tháp. Ông lần đầu trúng cử đại biểu Quốc hội năm 2011 ở đơn vị bầu cử số 3, tỉnh Đồng Tháp gồm có Huyện Lấp Vò, huyện Lai Vung, huyện Châu Thành và thị xã Sa Ðéc.

## Xuất thân
Nguyễn Hữu Đức quê quán ở Xã Long Hậu, huyện Lai Vung, Đồng Tháp, người dân tộc Kinh, không theo tôn giáo nào..
Ông hiện cư trú ở.

## Giáo dục
- Cử nhân xã hội học
- Cao cấp lí luận chính trị

## Sự nghiệp
Ông gia nhập Đảng Cộng sản Việt Nam vào ngày 5/12/1989.
Tháng 5 năm 2011, ông đã trúng cử đại biểu Quốc hội Việt Nam khóa 13 nhiệm kì 2011-2016 ở đơn vị bầu cử số 3, tỉnh Đồng Tháp gồm có Huyện Lấp Vò, huyện Lai Vung, huyện Châu Thành và thị xã Sa Ðéc, tỉ lệ 60,30% số phiếu hợp lệ.
Từ 2011-2016 ông là Phó Trưởng đoàn chuyên trách Đoàn đại biểu Quốc hội tỉnh Đồng Tháp, Ủy viên Uỷ ban Đối ngoại của Quốc hội (Đại biểu chuyên trách Địa phương).
Ông hiện là.
Ông đang làm việc ở.